# Raysearch Laboratories
Raysearch Laboratories AB är ett svenskt börsnoterat företag inom medicinteknik. Företaget utvecklar och säljer mjukvaror för strålbehandling av cancer. Huvudprodukten är ett dosplaneringssystem för cancerkliniker.
Raysearch grundades 2000 av Johan Löf (född 1969) och är en avknoppning från Karolinska institutet i Solna. Det börsnoterades på Stockholmsbörsen 2003.